# 경제사회학
경제 사회학은 다양한 경제현상의 사회적 원인과 영향에 대한 학문이다. 이 분야는 고전 시기와 "새로운 경제 사회학"으로 알려진 현대 시기로 크게 나눌 수 있다.
고전 시대는 합리화, 세속화, 도시화, 사회 계층화를 포함한 현대성과 그것의 구성적인 측면에 특히 관심을 가졌다. 사회학이 주로 자본주의 현대성에 대한 반응으로 생겨났을 때, 경제학은 많은 고전적인 사회학 연구에 역할을 했다. "경제 사회학"이라는 용어는 1879년 윌리엄 스탠리 제본스에 의해 처음 만들어졌으며, 1890년에서 1920년 사이에 에밀 뒤르켐, 막스 베버, 게오르크 짐멜의 작품에 사용되었다. 베버의 경제와 종교의 관계와 현대 서구의 문화적 "불감증"에 관한 연구는 아마도 고전적인 경제 사회학 시대에 제시된 접근법의 가장 상징적인 것일 것이다.
현대 경제 사회학은 경제 현상의 모든 현대 사회 측면에 대한 연구를 포함할 수 있다; 따라서 경제사회학은 경제와 사회학의 교차점에 있는 분야로 간주될 수 있다. 현대 경제 사회학에서 자주 탐구되는 분야에는 경제 교류의 사회적 결과, 이들이 수반하는 사회적 의미, 이들이 촉진하거나 방해하는 사회적 상호 작용 등이 포함된다.

## 고전
경제 사회학은 경제 현상의 분석에 대한 새로운 접근법으로서 생겨났다; 특히 사회에 작용하는 경제 구조와 제도의 역할, 그리고 한 사회가 경제 구조와 제도의 본질에 미치는 영향을 강조한다. 자본주의와 현대주의 사이의 관계는 베버의 프로테스탄트 윤리와 자본주의 정신(1905)과 짐멜의 돈의 철학(1900)에서 가장 잘 드러날 수 있는 중요한 문제이다. 경제 사회학은 토크빌의 미국의 민주주의(1835-40)와 구정권과 혁명(1856)에서 시작되었다고 말할 수 있다. 마르크스의 역사 유물론은 경제력이 사회 구조에 근본적인 수준에서 어떻게 영향을 미치는지 보여주려고 시도할 것이다. 에밀 뒤르켐의 사회분업론은 1922년에 출판되었고, 막스 베버의 경제와 사회는 같은 해에 출판되었다.

## 현대
현대 경제 사회학은 특히 경제 교류의 사회적 결과, 경제 교류가 수반하는 사회적 의미, 그리고 이들이 촉진하거나 방해하는 사회적 상호작용에 초점을 맞추고 있다. 현대 경제 사회학의 영향력 있는 인물로는 미국의 프레드 L 블록을 포함하여 제임스 S. 콜먼, 폴라 잉글랜드, 마크 그래노베터, 해리슨 화이트, 폴 디마지오, 조엘 M. 포돌니, 리넷 스필먼, 리처드 스웨덴버그, 비비아나 젤라이저 그리고 유럽의 카를로 트리길리아, 도날드 앵거스 맥켄지, 로랑 테베노, 옌스 베케르트 등이 있다. 여기에 사회경제학의 아이디어를 발전시킨 아미타이 에치오니와 척 사벨, 볼프강 스트리크, 그리고 정치경제학/사회학의 전통에 종사하는 마이클 무사우가 추가될 수 있다.
20세기 동안 수학적 분석과 효용 극대화에 초점을 맞추면서 일부 사람들은 경제학을 사회과학의 근간에서 벗어나는 학문이라고 본다. 경제나 경제 정책에 대한 많은 비판은 추상적 모델링이 다루어져야 할 몇 가지 주요 사회 현상을 놓치고 있다는 비난에서 비롯된다.
경제 사회학은 사회학자들이 전통적으로 경제학자들이 제기했던 질문을 사회학적 용어로 재정의하려는 시도이다. 따라서 이는 경제학자(게리 베커 등)가 생산이나 무역과 분명히 관련이 없는 사회적 상황의 분석에 경제적 접근법(특히 효용 극대화 및 게임 이론)을 도입하려는 시도에 대한 해답이기도 하다. 카를 폴라니(Karl Polanyi)는 그의 저서 "위대한 변혁"에서 "임베디던스"의 개념을 제안한 최초의 이론가였는데, 이는 시장이 인간 삶의 다른 측면을 파괴하지 않도록 경제가 필수적인 사회 제도의 "내재성"를 의미한다. "내재성"의 개념은 기술 개발을 연구하는 사회학자들에게 도움이 된다. 마크 그래노베터와 패트릭 맥과이어는 미국 전기 산업의 경제를 결정하는 소셜 네트워크를 지도했다. 로넨 샤미르는 팔레스타인 의무화에서의 전기화가 어떻게 민족 기반의 이중 경제 건설을 촉진시켰는지를 분석했다. 그러나 폴라니의 시장 회의론은 사회의 경제화를 제한하기보다는 오히려 심화시킨다는 비판을 받아왔다.

### 새로운 경제 사회학
흔히 새로운 경제 사회학으로 알려진 현대 경제 사회학 시대는 1985년 마크 그라노베터(Mark Granovetter)의 저서 "경제활동과 사회구조: 내재성의 문제"로 통합되었다. 이러한 작업은 개인 또는 기업 간의 경제적 관계가 기존의 사회적 관계 내에서 발생한다고 기술하는 내재성의 개념을 자세히 설명하였다(따라서 이러한 관계가 속한 더 큰 사회적 구조뿐만 아니라 이러한 관계에 의해 구조화된다). 소셜 네트워크 분석은 이 현상을 연구하는 주요 방법론이었다. 약한 고리의 힘에 대한 그래노베터의 이론과 구조 구멍에 대한 로널드 버트의 개념은 이 분야에서 가장 잘 알려진 이론적인 공헌이다.

## 마르크스주의 사회학
현대의 마르크스주의 사상은 자본주의의 사회적 함축적 의미(또는 "상품 페티시즘")와 그것들을 생산하는 경제 관계 시스템 내의 경제 발전에 초점을 맞추고 있다. 중요한 이론가로는 게오르크 루카치, 테오도르 아도르노, 맥스 호크하이머, 발터 벤야민, 가이 데보드, 루이 알튀세르, 니코스 폴란차스, 랠프 밀리밴드, 위르겐 하버마스, 레이먼드 윌리엄스, 프레드릭 제임슨, 안토니오 네그리, 스튜어트 홀 등이 있다.

## 사회경제학
경제사회학은 때때로 사회경제학과 동의어로 쓰인다. 사회경제학은 사회학을 넘어 정치경제학, 도덕철학, 제도경제학, 역사학과의 연결고리를 통해 경제와 사회 사이의 교차점에서 발생하는 분석적, 정치적, 도덕적 문제를 다룬다.

## 학회
사회경제학회(Society for the Advanced of Soco-Economics, SASE)는 경제 및 경제 과정에 대한 사회 연구에 회원이 참여하고 있는 국제 학술 협회이다. Socio-Economic Review는 2003년에 SASE의 공식 저널로 설립되었다. 이 저널은 사회, 경제, 제도 및 시장, 도덕적인 약속과 사리사욕의 합리적 추구 사이의 관계에 대한 연구를 장려하는 것을 목표로 한다. 대부분의 기사는 사회학, 정치학, 경제학, 경영학, 정책학에서 따온 사회적, 역사적 맥락에서 경제 활동에 초점을 맞추고 있다. 저널 인용 보고서에 따르면 이 저널은 2015년 영향인자가 1.926명으로 "경제학" 부문 344개 저널 중 56위, "정치학" 부문 163개 저널 중 21위, "사회학" 부문 142개 저널 중 19위에 올랐다.
미국 사회학 협회의 경제 사회학 부문은 2001년 1월에 영구적인 부문이 되었다. 그것의 웹사이트에 따르면, 그것은 약 800명의 회원을 가지고 있다.
이 분야의 또 다른 학자들은 국제사회학회(International Socialological Association) 내에서 경제사회연구위원회(RC02)로 활동하고 있다.
2011년 설립된 경제사회학정치경제학(ES/PE)은 경제사회학과 관련 주제에 관심이 있는 연구자들이 모이는 온라인 학회다.

## 참조
- 행동경제학
- 행동 전략
- 문화경제
- 경제인류학
- 경제 경험론
- 재정사회학
- 산업사회학
- 정치경제

## 메모
1. 1 2  Swedberg, Richard (2003). 〈The Classics in Economic Sociology〉 (PDF). 《Principles of Economic Sociology》. Princeton University Press. 1–31쪽. ISBN 9781400829378.
2. ↑  Swedberg, Richard (1990). 〈Description and chapter-preview links〉. 《Economics and Sociology: Redefining Their Boundaries: Conversations with Economists and Sociologists》. Princeton University Press. v–vi쪽. ISBN 978-0-691-00376-4.
3. ↑  Gilding, Michael (September 2005). “The New Economic Sociology and Its Relevance to Australia”. 《Journal of Sociology》 41 (3): 309–325. doi:10.1177/1440783305057080. 2020년 7월 30일에 원본 문서에서 보존된 문서. 2013년 9월 1일에 확인함. - Questia 경유 (구독 필요)
4. ↑  Etzioni, Amitai (1988). 《The Moral Dimension: Toward a New Economics》. Free Press. ISBN 978-0029099018.
5. ↑  Granovetter, Mark; McGuire, Patrick (1998). 〈The Making of an Industry: Electricity in the United States〉.   Callon, Michel. 《The Laws of the Markets》. Oxford: Wiley-Blackwell. 147–173쪽. ISBN 978-0631206088.
6. ↑  Shamir, Ronen (2013). 《Current Flow: The Electrification of Palestine》. Stanford: Stanford University Press. ISBN 9780804788687.
7. ↑  Roth (2012). “Leaving commonplaces on the commonplace. Cornerstones of a polyphonic market theory”. 《Journal for Critical Organization Inquiry》 10 (3): 43–52. SSRN 2192754.
8. ↑  Granovetter, Mark (November 1985). “Economic Action and Social Structure: The Problem of Embeddedness”. 《The American Journal of Sociology》 91 (3): 481–510. doi:10.1086/228311. JSTOR 2780199.
9. ↑  “The Society for the Advancement of Socio-Economics”. SASE. 2013년 12월 30일에 확인함.
10. ↑  “Socio-Economic Review”. Oxford University Press. 2005년 6월 17일에 원본 문서에서 보존된 문서. 2014년 6월 5일에 확인함.
11. ↑  〈Journals Ranked by Impact: Economics, Political Science and Public Administration〉. 《2015 Journal Citation Reports》. Web of Science Social Sciences판. Thomson Reuters. 2016.
12. ↑  “Section membership”. American Sociological Association. 2017년 4월 9일에 원본 문서에서 보존된 문서. 2017년 4월 7일에 확인함.
13. ↑  Jose I. Reguera (2013년 12월 19일). “ISA - Research Committee on Economy and Society RC02”. Isa-sociology.org. 2017년 4월 7일에 확인함.
14. ↑  “"Economic Sociology and Political Economy community", Accounts - the Newsletter of the American Sociological Association's Economic Sociology section, 15(2): 17-20, 2014” (PDF).
15. ↑  “Komlik, Oleg. 2014. "The Global Community of Economic Sociology and Political Economy." The European Economic Sociology Newsletter 16 (1): 37-38” (PDF). 2019년 8월 1일에 원본 문서 (PDF)에서 보존된 문서. 2021년 6월 18일에 확인함.

## 참고 문헌
- Gary S. Becker and Kevin M. Murphy (2001). Social Economics: Market Behavior in a Social Environment, Harvard University Press. Description 보관됨 2009-07-03 - 웨이백 머신 and TOC. 보관됨 2009-07-07 - 웨이백 머신
- Peter Hedström and Charlotta Stern (2008). "rational choice and sociology,"  The New Palgrave Dictionary of Economics, 2nd Edition.  Abstract.
- Albert Benschop (1996/2011).  Naar een nieuwe economische sociologie  University of Amsterdam.
- Richard Swedberg (1990). Economics and Sociology: Redefining Their Boundaries: Conversations with Economists and Sociologists. Princeton University Press. ISBN 0-691-00376-9, ISBN 978-0-691-00376-4 Description and chapter-preview links, pp.  v-vi.
- _____ (2007). Principles of Economic Sociology. Princeton. Description and ch. 1 extract. 보관됨 2010-02-13 - 웨이백 머신 Scroll down to chapter-preview links.
- _____ (2008). "Economic sociology" The New Palgrave Dictionary of Economics, 2nd Edition. Abstract.

## 추가 판독서
- Socio-Economic Review
- The American Journal of Economics and Sociology